# Pardosa montgomeryi
Pardosa montgomeryi este o specie de păianjeni din genul Pardosa, familia Lycosidae, descrisă de Gertsch, 1934. Conform Catalogue of Life specia Pardosa montgomeryi nu are subspecii cunoscute.